# یوزف کالتنبرونر
یوزف کالتنبرونر (انگلیسی: Josef Kaltenbrunner; ۲۲ ژانویهٔ ۱۸۸۸ – ۱۹۵۱ (۶۲−۶۳ سال)) بازیکن فوتبال اهل اتریش بود.
از باشگاه‌هایی که در آن بازی کرده‌است می‌توان به باشگاه فوتبال فرست وینا و باشگاه فوتبال راپید وین اشاره کرد.
وی همچنین در تیم ملی فوتبال اتریش بازی کرده‌است.